# Union City (Oklahoma)
Union City – miasto w Stanach Zjednoczonych, w stanie Oklahoma, w hrabstwie Canadian.